# Junji Ito Collection
Junji Ito Collection (伊藤潤二『コレクション』 Ito Junji "Korekushon"?) es una serie animada de antología de horror adaptado de la obra del mangaka Junji Ito. Producido por el Studio Deen, el anime adapta historias de varias de las colecciones de Ito.
La serie se estrenó el 5 de enero de 2018 y cuenta con 12 episodios, junto con el lanzamiento de la OVA Tomie, dividido en 2 partes.
La serie fue coproducida por Crunchyroll y comenzó a transmitirse en ese servicio en todo el mundo fuera de Asia en ocho idiomas en el mismo día.

## Sinopsis
Las obras de uno de los más famosos maestros japoneses del terror, Junji Ito, finalmente dan el salto al anime. Una recopilación de historias donde cada episodio tendrá su propio protagonista y que adaptarán varias de las obras cortas del autor para hacernos sentir escalofríos y hacernos mirar a nuestro alrededor temerosos de que la oscuridad que nos rodea nos engulla.

## Producción
El anime se anunció por primera vez el 30 de junio de 2017 a través de la página de Junji Ito en el sitio web de Asahi Shimbun. En agosto, se confirmó que la adaptación era una serie de televisión con animación de Studio Deen, y a Shinobu Tagashira, conocido por su trabajo como director en Diabolik Lovers, como director y diseñador de personajes para el anime. El anuncio también reveló que la serie se adaptaría de dos de las colecciones de manga de Ito, la colección de obras maestras Junji Ito de 11 volúmenes y el volumen único Fragments of Horror, pero no especificó qué historias se adaptarían, ya que el personal quería que los espectadores se sorprendieran cuando se transmitiera el programa. La serie reveló su título oficial el 12 de octubre de 2017, y también anunció que Kaoru Sawada estaba guionando la serie, Hozumi Gōda se desempeñaba como director de sonido y Yuki Hayashi componía la música de la serie. La serie también incluirá dos OVAs, que adaptarán el manga Tomie de Ito.
La canción principal de apertura, "The Writhing in Agony Blues" (七転八倒のブルース Shichitenbattō no Burūsu), interpretada por The Pinballs, mientras que la canción del tema final, "Mutual Universe" (互いの宇宙 Tagai no Uchū), fue realizado por JYOCHO.

## Episodios
Inicialmente, la serie se estrenaría en Tokyo MX el 7 de enero de 2018, pero luego se anunció su estreno el 5 de enero en el bloque de programación Anime Premium de WOWOW.
La serie cuenta con 12 episodios y se lanzó en tres sets separados en DVD el 30 de marzo de 2018, el 27 de abril de 2018 y el 25 de mayo de 2018. El segundo y tercer set se incluyen un episodio de OVA titulado "Tomie".
| N.º   | Título(s)                                                 | Estreno Original      |
| ----- | --------------------------------------------------------- | --------------------- |
| 1     | "Souichi’s Convenient Curse" "Hell Doll Funeral"          | 5 de enero de 2018    |
| 2     | "Fashion Model" "The Long Dream"                          | 12 de enero de 2018   |
| 3     | "Boy at the Crossroads" "Slug Girl"                       | 19 de enero de 2018   |
| 4     | "Shiver" "Marionette Mansion"                             | 26 de enero de 2018   |
| 5     | "The Ongoing Tale of Oshikiri Collection" "Cloth Teacher" | 2 de febrero de 2018  |
| 6     | "Window Next Door" "Gentle Goodbye"                       | 9 de febrero de 2018  |
| 7     | "Used Record" "Town of No Roads"                          | 16 de febrero de 2018 |
| 8     | "Honored Ancestors" "The Circus Comes to Town"            | 23 de febrero de 2018 |
| 9     | "Painter" "Blood-bubble Bushes"                           | 2 de marzo de 2018    |
| 10    | "Greased" "Bridge"                                        | 9 de marzo de 2018    |
| 11    | "Supernatural Transfer Student" "Scarecrow"               | 16 de marzo de 2018   |
| 12    | "Smashed" "Rumors"                                        | 23 de marzo de 2018   |
| OVA 1 | "Tomie Parte 1" (「富江」Part1)                           | 27 de abril de 2018   |
| OVA 2 | "Tomie Parte 2" (「富江」Part2)                           | 25 de mayo de 2018    |

## Reparto
| Personaje                      | Seiyu              |
| ------------------------------ | ------------------ |
| Fuchi                          | Mami Koyama        |
| Kota Kawai                     | Hiro Shimono       |
| Oshikiri                       | Hiro Shimono       |
| Sugio                          | Hiro Shimono       |
| Tomie                          | Rie Suegara        |
| Souichi                        | Yūji Mitsuya       |
| Handsome Man at the Crossroads | Hikaru Midorikawa  |
| Yuko                           | Kaori Nazuka       |
| Tamae                          | Kaori Nazuka       |
| Mio Fujii                      | Kaori Nazuka       |
| Leiliya                        | Kaori Nazuka       |
| Watanabe                       | Kaori Nazuka       |
| Ryou Tsukano                   | Yūki Kaji          |
| Yuji                           | Ryōhei Kimura      |
| Hiroshi Sakaguchi              | Ryōhei Kimura      |
| Yoshiyuki                      | Ryōhei Kimura      |
| Kitagawa                       | Ryōhei Kimura      |
| Yasumin                        | Ryōhei Kimura      |
| Haruhiko Kitawaki              | Nobunaga Shimazaki |
| Kuroda                         | Daisuke Namikawa   |
| Yukihiko Kitawaki              | Daisuke Namikawa   |
| Yamada                         | Daisuke Hirakawa   |
| Makoto Tokura                  | Daisuke Hirakawa   |
| Koichi                         | Yoshimasa Hosoya   |
| Oda                            | Yoshimasa Hosoya   |
| Makita Shuichi                 | Yoshimasa Hosoya   |
| Aoyama                         | Yoshimasa Hosoya   |
| Joe                            | Yoshimasa Hosoya   |
| Hikaru Shibayama               | Yoshimasa Hosoya   |
| Kameda                         | Yoshimasa Hosoya   |
| Ryusuke Fukada                 | Hiroyuki Yoshino   |
| Kishimoto                      | Hiroyuki Yoshino   |
| Anzai                          | Hiroyuki Yoshino   |
| Goro                           | Hiroyuki Yoshino   |
| Numake                         | Kujira             |
| Tomoka                         | Natsumi Takamori   |
| Setsuko                        | Romi Park          |
| Riruko                         | Romi Park          |
| Riko                           | Yōko Hikasa        |
| Saiko                          | Kaori Mizuhashi    |
| Sayuri                         | Yuka Saito         |
| Midori                         | Yuka Saito         |
| Rie                            | Yuka Saito         |
| Kinuko Hidaka                  | Yuka Saito         |
| Nana Horie                     | Yuka Saito         |
| Maiko                          | Yuka Saito         |
| Arieda                         | Yuka Saito         |
| Hideo                          | Tomokazu Sugita    |
| Marie                          | Tomoe Hanba        |
| Yanagida                       | Kentarō Itō        |
| Soga                           | Hitomi Nabatame    |
| Nakayama                       | M·A·O              |
| Ogawa                          | Aya Uchida         |
| Risa                           | Fumiko Orikasa     |
| Ringmaster                     | Masashi Ebara      |
| Mario                          | Takashi Kondō      |
| Young man                      | Akira Ishida       |
| Kana                           | Maki Shintaku      |
| Mitsuo Mori                    | Hozumi Gōda        |
| Masuda                         | Hozumi Gōda        |
| Iwata Tadao                    |                    |
| Iwasaki                        | Daisuke Kishio     |
| Yui                            | Risa Taneda        |
| Kanako                         | Akeno Watanabe     |
| Numata                         | Naoya Uchida       |
| Toshio                         | Marina Inoue       |
| Ogi                            | Setsuji Satō       |
| Ōtsuka                         | Kenshō Ono         |
| Midori                         | Mai Nakahara       |